# Hannu Posti
Hannu Kalevi Posti (Vehkalahti, 15 de enero de 1926-Helsinki, 13 de junio de 2012) fue un deportista finlandés que compitió en biatlón y atletismo.
Ganó tres medallas en el Campeonato Mundial de Biatlón entre los años 1962 y 1963. Participó en dos Juegos Olímpicos, ocupando el cuarto lugar en Helsinki 1952, en la carrera de atletismo de 10 000 m, y el octavo lugar en Innsbruck 1964, en la prueba individual de biatlón.

## Palmarés internacional
| Campeonato Mundial | Campeonato Mundial      | Campeonato Mundial | Campeonato Mundial |
| Año                | Lugar                   | Medalla            | Prueba             |
| ------------------ | ----------------------- | ------------------ | ------------------ |
| 1962               | Hämeenlinna (Finlandia) | Medalla de plata   | Equipo             |
| 1963               | Seefeld (Austria)       | Medalla de plata   | Equipo             |
| 1963               | Seefeld (Austria)       | Medalla de bronce  | Individual         |